# Fennoskandinávie

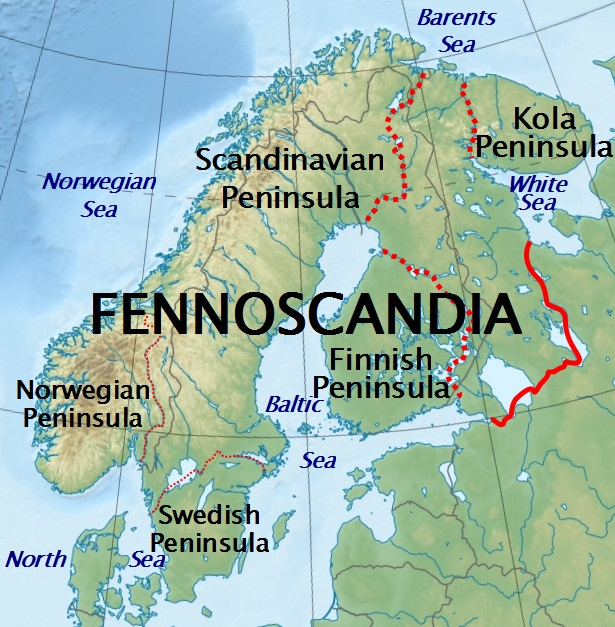
Skandinávie a Fennoskandinávie

Fennoskandinávie je oblast, která v užším (standardním) pojetí zahrnuje Skandinávii (mimo nejjižnějšího cípu Švédska), Finsko, Karélii a poloostrov Kola. 

## Charakteristika
Na rozdíl od bězného užšího pojetí, se v širším pojetí se připojuje i jižní cíp Švédska a Dánsko, velmi vzácně i Island. Užší pojetí je běžné zejména v přírodovědných pracích, naproti tomu širší v kulturních a společenských vědách.

## Bludné balvany
Bludné balvany, v evropských zemích jižně od Fennoskandinávie, pocházejí právě odtud.